# Specificeret kompleksitet
Specificeret kompleksitet (eng. specified complexity) er et begreb, der i dag anvendes som et af de centrale argumenter for påstanden om. Begrebet er benyttet af William A. Dembski og anvendes som et argument for påstanden om, at at naturen og mennesket er skabt af en "intelligent designer", idet en række fænomener angives at være for komplekse til at være skabt på anden måde. 
Begrebet blev dog oprindeligt benyttet of Leslie Orgel, forsker i livets oprindelse som en beskrivelse af, hvad der adskiller levende og dødt stof:
"Kort sagt, levende organismer er udmærkede ved deres specificerede kompleksitet. Krystaller er almindeligvis brugt som prototyper på simple, vel-specificerede strukturer, fordi de består af et stort antal identiske molekyler pakket sammen på en ensartet måde. Klumper af granit og tilfældige mixturer af polymerer er eksempler på strukturer, der er komplekse men ikke specificerede. Krystallerne kan ikke kvalificeres som levende, fordi de mangler kompleksitet; polymere-mixturerne kan ikke kvalificeres, fordi de mangler specificitet."
William Dembski benytter imidlertid begrebet i en anden sammenhæng, idet "specificeret kompleksitet" ifølge Dembski udtrykker en egenskab, der på en gang er specificeret og kompleks, hvilket ifølge Dembski er en pålidelig indikator for intelligent design. Som eksempel på "specificeret kompleksitet" anføres et alfabet, hvor hver bogstav er specificeret, men sammenstillingen af hvert enkelt bogstav udtrykker en kompleksitet, der har en ringe sandsynlighed for at optræde "af sig selv". Dembskis teori er oprindeligt udtrykt i bogen The Design Inference fra 1998, og er en væsentlig bestanddel af Dembskis teorier om intelligent design. 

## Specifikationer
En specifikation er, ifølge Dembski
det som skal tilføjes meget usandsynlige hændelser, før man er berettiget til at forklare dem ved design.
Mere præcist er en specifikation et mønster, som kan gives uafhængigt af den observerede hændelse, og som kan opfattes som en sikkerhed for, at der er tale om design. 
Eksempel: hvis en bueskytte rammer en sted på en mur og derefter tegner en målskive udenom, så er der ikke tale om specifikation, men om en fabrikation, idet målet er afhængigt af hændelsen, nemlig hvor bueskytten ramte.
Hvis derimod bueskytten rammer præcist midt i en målskive, der allerede er der, kan vi have større sikkerhed for, at bueskytten ramte, hvor han ville, altså for, at der var tale om design.
I det sidste tilfælde fungerer midten af målskiven altså som specifikation.
Dembski benytter sit såkaldte 'forklaringsfilter' (The Explanatory filter) til at afgøre om man står overfor specificeret kompleksitet.

## Matematisk definition
Den kontekstafhængige specificerede kompleksitet er givet som
{\displaystyle -\log _{2}(M\times N\times \varphi _{S}(T)\times \mathbf {P} (T|\mathbf {H} ))}
hvor {\displaystyle M} er antallet af observatører, f.eks. antallet af bueskytter, {\displaystyle N} er antallet af observationer per observatør, f.eks. antallet af pile hver bueskytte skyder, {\displaystyle \varphi _{S}(T)} vil blive beskrevet nedenfor, og {\displaystyle \mathbf {P} (T|\mathbf {H} )} er sandsynligheden for at observere hændelsen {\displaystyle T} under ikke-design hypotesen {\displaystyle \mathbf {H} }.
Faktoren {\displaystyle \varphi _{S}(T)} angiver de specifikationelle ressourcer, som den semiotiske agent {\displaystyle S} har til rådighed for at genkende {\displaystyle T}. En semiotisk agent er en agent, der kan kommunikere ved brug af symboler og vil beskrive T som en sekvens af symboler. Hvis {\displaystyle S} beskriver {\displaystyle T} ved en sekvens af {\displaystyle K} symboler, er de specifikationelle ressourcer antallet af sekvenser af længde 1 + antallet af sekvenser af længde 2 + {\displaystyle \ldots } + antallet af sekvenser af længde {\displaystyle K}.

## Kritik
Dembskis teori om specificeret kompleksitet er som påstanden om intelligent design generelt anset for at være uvidenskabelig, og der foreligger ikke uafhænghig forskning, der støtter teorien.

## Eksterne referencer
- Grundig omtale af Dembski med link til omtale af nogle af hans bøger Arkiveret 29. november 2011 hos  Wayback Machine
- Omtale af Forklaringsfilteret Arkiveret 29. november 2011 hos  Wayback Machine